# Falcon Lake
Falcon Lake är en sjö i Kanada.   Den ligger i provinsen Manitoba, i den sydöstra delen av landet, 1 500 km väster om huvudstaden Ottawa. Falcon Lake ligger 322 meter över havet. Arean är 20,0 kvadratkilometer.
I omgivningarna runt Falcon Lake växer i huvudsak blandskog. Runt Falcon Lake är det mycket glesbefolkat, med 5 invånare per kvadratkilometer.